# پووورینو
شهر پووورینو (به روسی: Поворино) در کشور روسیه و در اوبلاست وورونژ واقع شده‌است.